# Suzanne Le Bret
Suzanne Le Bret, de veritable nom Suzanne Eugénie Augustine Lebret (Le Havre, 28 de febrer de 1889 - 19è districte de París - 7 de novembre de 1928) va ser una actriu francesa de cinema mut.

## Biografia
Nascuda a la regió del Sena Marítim, a Le Havre, el 28 de febrer de 1889, el seu nom real era Suzanne Eugénie Augustine Lebret. Va començar a treballar al cinema l'any 1911 amb Gaumont, dirigida per Léonce Perret, director que la va dirigir en nombroses pel·lícules. En la seva carrera, que va acabar el 1918, també va actuar sovint per a Louis Feuillade. Un dels seus papers secundaris més coneguts va ser a Les Vampires, on interpretava a un membre de la colla que es feia passar per la minyona d'Irma Vep.
En la seva carrera, hi ha una quarantena de pel·lícules. Suzanne Le Bret va morir a París el 1928, als 39 anys.

## Filmografia
- 1911 : L'Âme du violon de Léonce Perret
- 1913 : L'Enfant de Paris de Léonce Perret
- 1913 : Léonce cinématographiste de Léonce Perret
- 1913 : Léonce et Poupette de Léonce Perret
- 1913 : Léonce veut divorcer de Léonce Perret
- 1913 : Léonce aime les moules de Léonce Perret
- 1913 : L'Ange de la maison de Léonce Perret
- 1913 : Léonce à la campagne de Léonce Perret
- 1913 : La Belle-mère de Léonce Perret
- 1913 : Les Fiancés de l'air de Léonce Perret
- 1913 : Léonce et les écrevisses de Léonce Perret
- 1913 : Les Somnambules de Louis Feuillade
- 1914 : L'Enfant de la roulotte de Louis Feuillade
- 1914 : Fantômas V : Le Faux magistrat de Louis Feuillade
- 1914 : Le Coffret de Tolède de Louis Feuillade
- 1914 : Deux femmes... un amour... de Henri Fescourt
- 1914 : Les Fiancés de Séville de Louis Feuillade
- 1914 : La Gitanella de Louis Feuillade
- 1914 : Léonce aux bains de mer de Léonce Perret
- 1914 : L'Hôtel de la gare de Louis Feuillade
- 1914 : Le Jocond de Louis Feuillade
- 1914 : Le gendarme est sans culotte de Louis Feuillade
- 1914 : Tu n'épouseras jamais un avocat de Louis Feuillade
- 1915 : Le Collier de perles de Louis Feuillade
- 1915 : L'Escapade de Filoche de Louis Feuillade
- 1915 : Le Fer à cheval de Louis Feuillade
- 1915 : Le Sosie de Louis Feuillade
- 1915 : Le Coup du fakir de Louis Feuillade
- 1915 : Les Vampires de Louis Feuillade
- 1916 : Aline ou la double vie d'Édouard-Émile Violet
- 1916 : C'est le printemps! de Louis Feuillade
- 1916 : Les Fiançailles d'Agénor de Louis Feuillade
- 1916 : Les Fourberies de Pingouin de Louis Feuillade
- 1916 : Le Poète et sa folle amante de Louis Feuillade
- 1916 : Si vous ne l'aimez pas... de Louis Feuillade
- 1916 : Les Surprises d'Anana de Robert Mistréo
- 1917 : Maryvonne de Charles Keppens
- 1917 : Le Porteur aux Halles de Gaston Leprieur
- 1917 : Anana antiféministe (anonyme)
- 1917 : Ô Paris, gai séjour de Robert Mistréo
- 1918 : Aide-toi de Louis Feuillade
- 1919 : Une étoile de cinéma de René Plaissetty